# Ben Curtis
Ben Clifford Curtis (nascido em 26 de maio de 1977) é um jogador norte-americano de golfe profissional que atualmente disputa o PGA Tour (circuito PGA / tour PGA). Notabilizou-se ao vencer o Aberto Britânico, em 2003.

## Vitórias profissionais (4)

### Vitórias no PGA Tour (4)
| Legenda                         |
| Torneio major (1)               |
| Outros torneios do PGA Tour (3) |

| N.º | Data                   | Torneio                   | Pontuação vencedora | Par | Margem    | Vice-campeão(ões)                                              |
| --- | ---------------------- | ------------------------- | ------------------- | --- | --------- | -------------------------------------------------------------- |
| 1   | 20 de julho de 2003    | Aberto Britânico de Golfe | 72-72-70-69=283     | −1  | 1 tacada  | Thomas Bjørn, Vijay Singh                                      |
| 2   | 27 de junho de 2006    | Booz Allen Classic        | 62-65-67-70=264     | −20 | 5 tacadas | Billy Andrade, Pádraig Harrington, Nick O'Hern, Steve Stricker |
| 3   | 17 de setembro de 2006 | 84 Lumber Classic         | 66-69-69-70=274     | −14 | 2 tacadas | Charles Howell III                                             |
| 4   | 22 de abril de 2012    | Valero Texas Open         | 67-67-73-72=279     | −9  | 2 tacadas | Matt Every, John Huh                                           |